# 6897 Tabei
A 6897 Tabei (ideiglenes jelöléssel 1987 VQ) a Naprendszer kisbolygóövében található aszteroida. Antonín Mrkos fedezte fel 1987. november 15-én.